# کوردوبا ۳۶۵
سیارک ۳۶۵ (به انگلیسی: 365 Corduba، نامگذاری:1893V) سیصد و شصت و پنجمین سیارک کشف شده‌است که در ۲۱ مارس ۱۸۹۳ و در نیس کشف شد.
قدر مطلق سیارک برابر ۹٫۱۸ است.